# 布宜诺斯艾利斯地标
在阿根廷布宜诺斯艾利斯，有许多地标，其中有一些具有相当的历史和艺术意义。

## 纪念碑

### 西班牙纪念碑

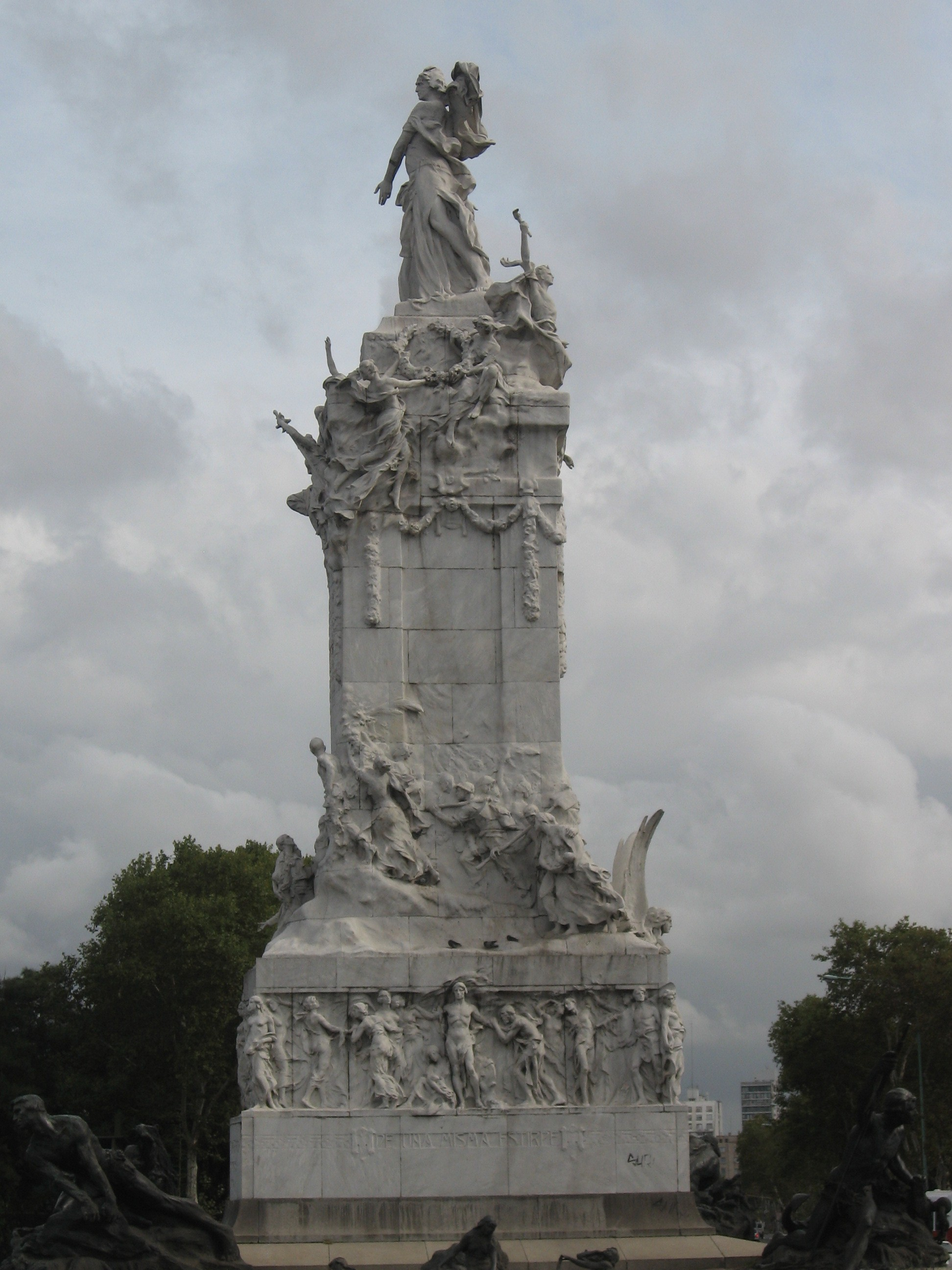
西班牙纪念碑

西班牙纪念碑（Monumento De los Españoles）位于巴勒莫区，1910年由西班牙社区提议为五月革命一百周年而建。这个巨大的作品高24.5米，由西班牙雕塑家阿古斯蒂·克罗尔·苏比拉特斯（Agustí Querol Subirats）用卡拉拉大理石和黄铜创作。1916年3月，阿斯图里亚斯王子号远洋班轮从巴塞罗那出发后，在距离里约热内卢90英里处失事，运送的雕塑消失在海洋深处。次年，又为海难事故损失的艺术品制作复制品。最后，1927年5月25日，阿马尔菲伯爵以阿方索十三世的名义，向马尔塞洛·托尔夸托·德·阿尔维亚尔总统进行象征性交货。

### 曼努埃尔·贝尔格拉诺雕像

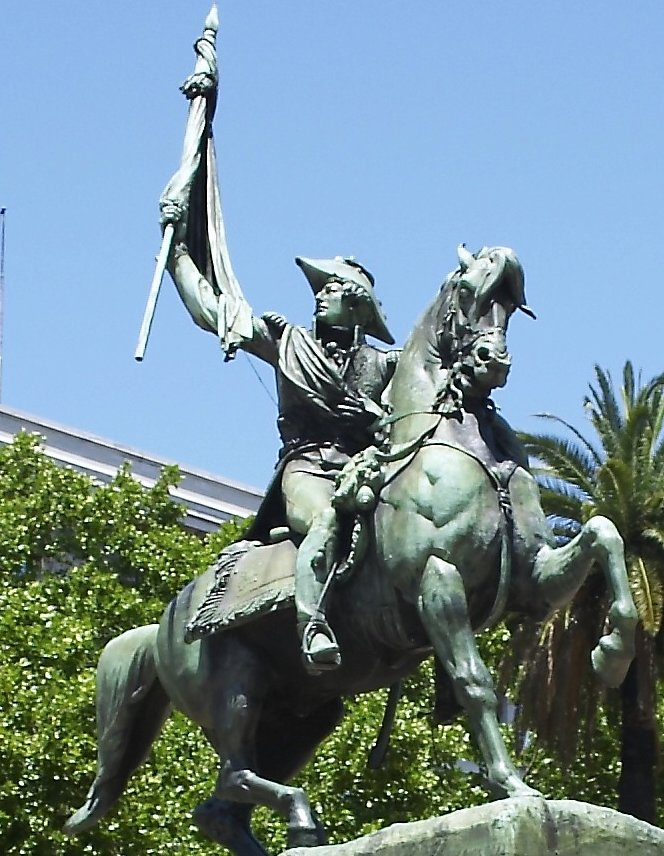
曼努埃尔·贝尔格拉诺雕像

在五月广场，大型花岗岩基座上，有阿根廷历史上最伟大的英雄之一，曼努埃尔·贝尔格拉诺将军（1770年至1820年）高举阿根廷国旗的青铜骑马雕像。它立于1873年，是法国雕塑家阿尔伯特-欧内斯特·卡里尔-贝勒斯（Albert-Ernest Carrier-Belleuse）和阿根廷雕塑家曼努埃尔·德·圣塔科洛马（Manuel de Santa Coloma）的作品，资金由公众筹集。

### 两届议会纪念碑

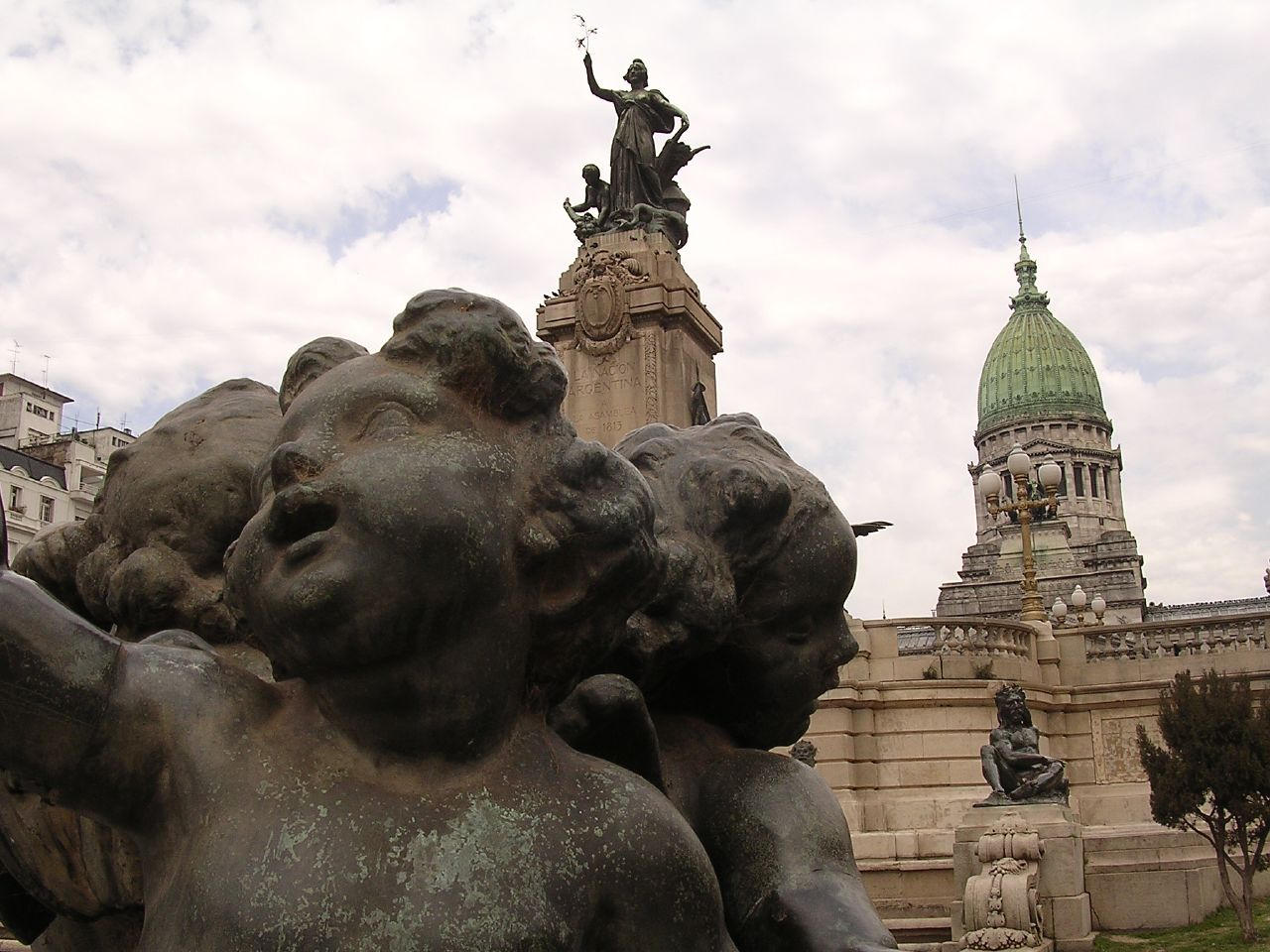
两届议会纪念碑

两届议会纪念碑（Monumento de los dos Congresos）位于蒙特塞拉特区的国会广场，用南锡的石料创作。纪念碑由比利时建筑师尤金·德休克（Eugène D'Huicque，1877-1955）设计，青铜雕像是比利时艺术家儒勒·拉盖（Jules Lagae，1862-1931）的作品。它是在布鲁塞尔创作，1909年完成，于1914年7月9日在布宜诺斯艾利斯开幕
两届议会纪念碑为庆祝1816年独立宣言发表一百周年而建。中央的人物代表共和国在前进，有蛇的面孔，两侧的人物代表1813年大会和1816年国会。还有其他的动物作为国家象征，尤其是马和秃鹰。

### 哥伦比亚广场桅杆

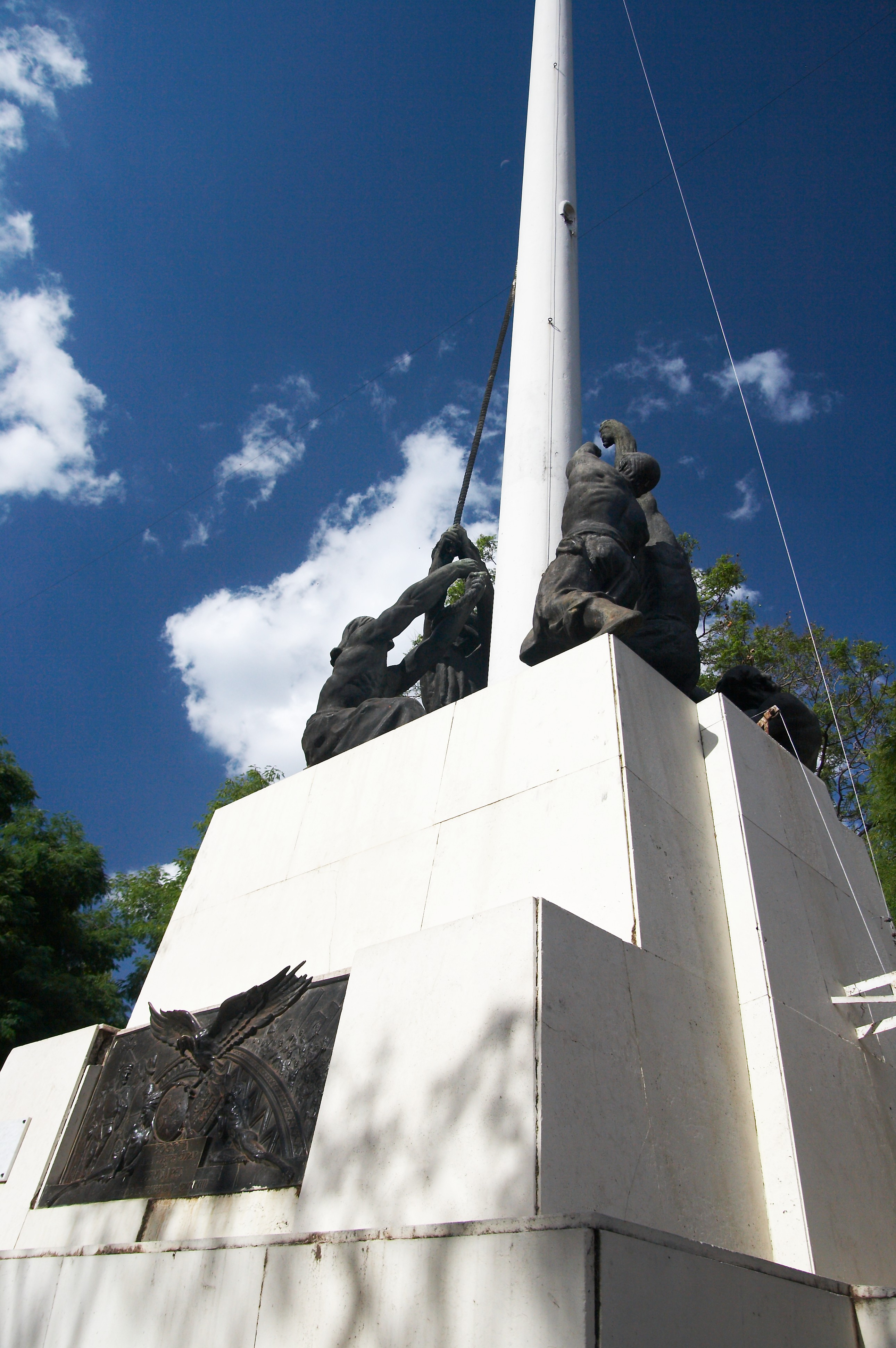
哥伦比亚广场桅杆

在军营区的哥伦比亚广场的中心，桅杆和黄铜群雕是由雕塑家胡里奥·C·维尔戈蒂尼（Julio C. Vergottini）创作。黄铜群雕是在哥伦比亚铸造，在1940年由波哥大政府捐赠给布宜诺斯艾利斯。

### 埃斯特拉达纪念碑
洛里亚广场的纪念碑，是献给19世纪后期的罗马天主教公共知识分子领袖，历史学家、记者和政治家荷西·曼努埃尔·埃斯特拉达（1842-1894）。1937年，布宜诺斯艾利斯市委托雕塑家海克特·罗查（1893-？）创作埃斯特拉达雕塑，1947年11月11日揭幕。罗恰还在曼努埃尔·贝尔格拉诺广场创作了曼努埃尔·贝尔格拉诺将军塑像，于1961年落成，以及吉列尔莫·罗森纪念碑（介绍见下文）。

### 加里波第纪念碑

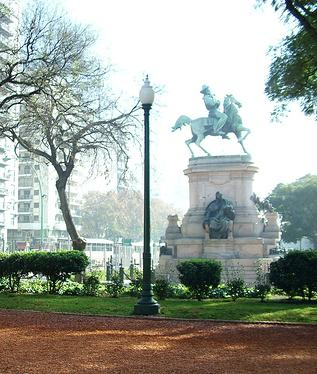
加里波第纪念碑

加里波第纪念碑是意大利政治和军事人物朱塞佩·加里波第（1807-1882）的骑马雕像，位于布宜诺斯艾利斯巴勒莫区的意大利广场。
加里波第在二十多岁时加入了意大利爱国组织烧炭党，起义失败后逃离意大利，然后参与乌拉圭独立运动，在乌拉圭内战中领导意大利军团，此后返回意大利领导意大利统一运动。由于他在南美洲和欧洲的军事成就，被称为“两个世界的英雄”。
该市的意大利居民捐赠了这座纪念碑，由意大利雕塑家尤金尼奥·马卡尼亚尼（Eugenio Maccagnani）建造，是意大利布雷西亚加里波第纪念碑的复本，于1904年6月19日揭幕。

### 胡安·拉瓦列纪念碑

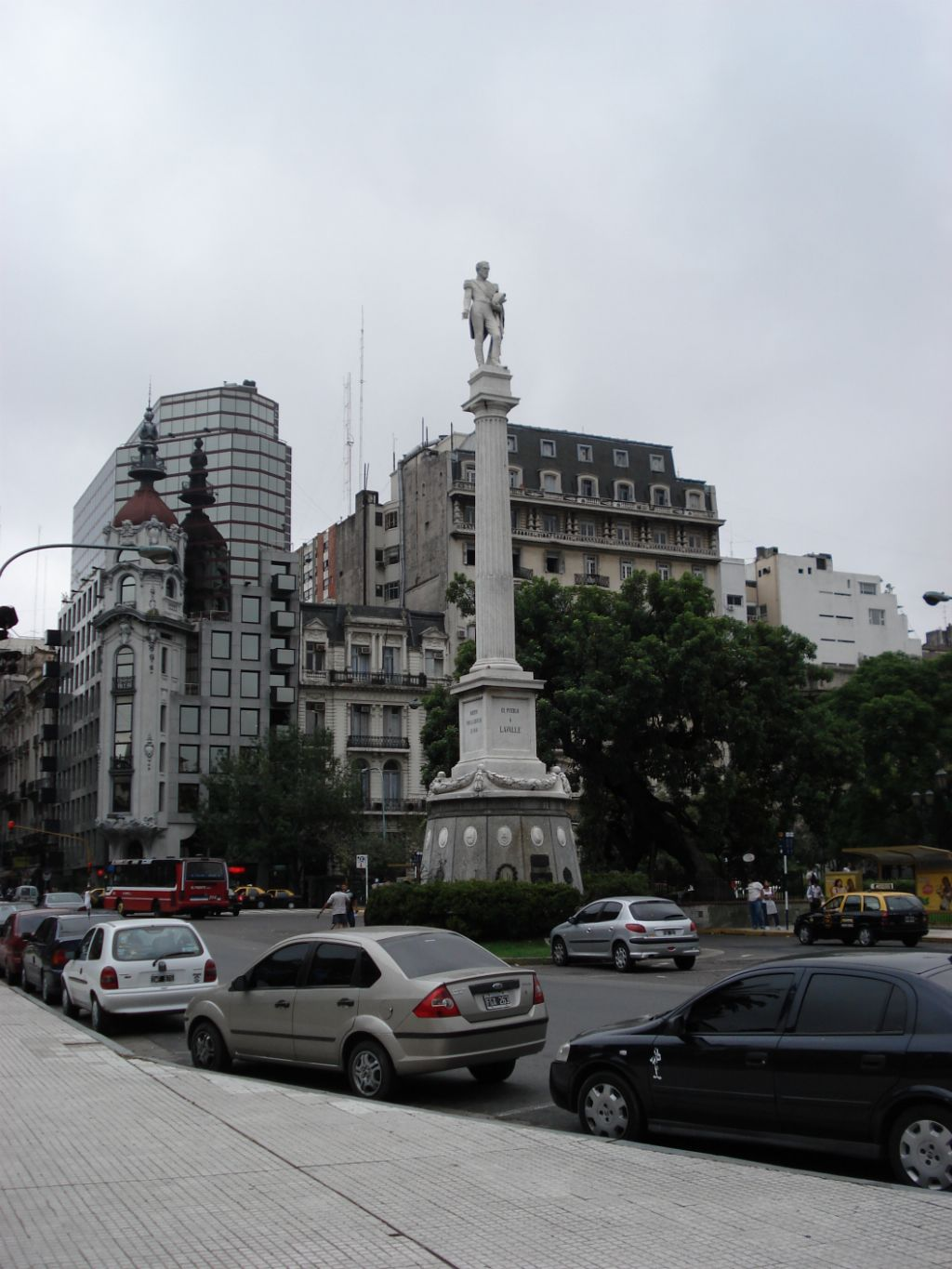
拉瓦列纪念碑

这座纪念碑是雕塑家佩德罗·科斯塔的作品，位于图库曼大街上的一个圆环。它是用大理石和砂岩砌筑。它有一个基座和一根柱子，上面是雕像。
胡安·拉瓦列参加了1813年围攻蒙得维的亚，然后继续参加西班牙省各继承国之间的斗争，因作战勇敢而稳步上升。在1827年2月，他击败了总督的军队，在战场上自称将军。拉瓦列组织了1828年12月一神论者革命，此后他被选为布宜诺斯艾利斯省省长。他决定处死前总督曼努埃尔·多雷戈，引发了内战。与胡安·曼努埃尔·德·罗萨斯签订条约后，1839年退休到今乌拉圭，获得流亡者的支持，反对罗萨斯政府。他到达恩特雷里奥斯省并向布宜诺斯艾利斯进军，以推翻罗萨斯。但是，他没有成功，并于1841年意外遭枪杀死亡。
有一个“奇怪的巧合”，胡安·拉瓦列纪念碑竖立在前总督的女儿费利西亚·多雷戈官邸之前。

### 马里亚诺·莫雷诺纪念碑

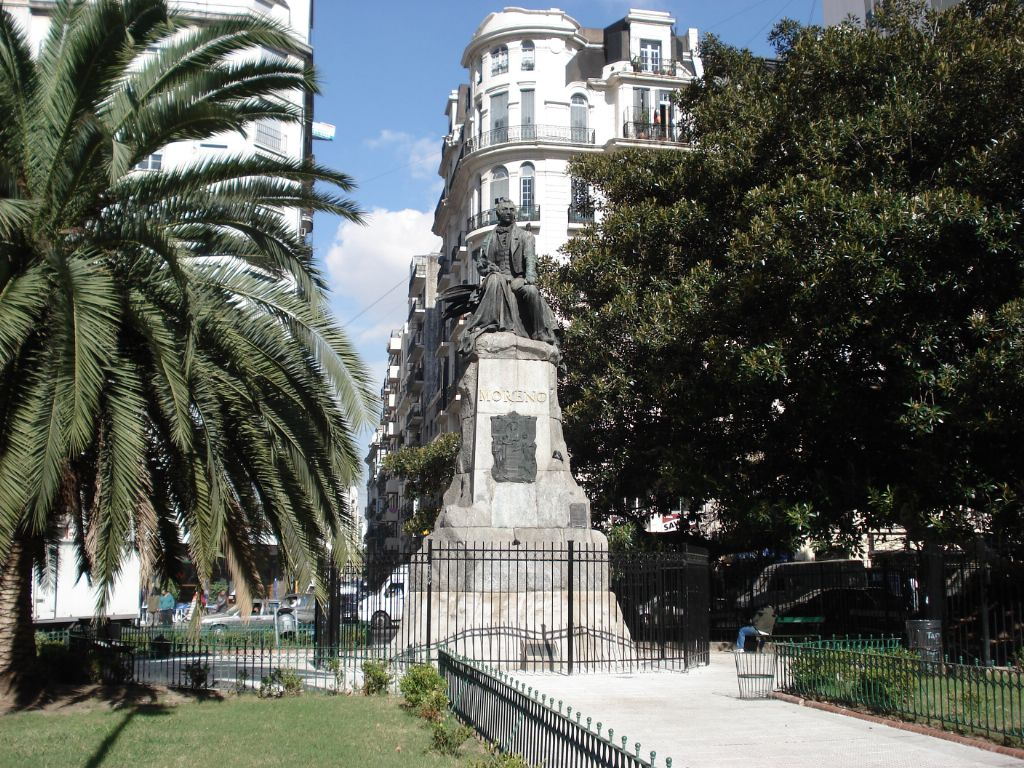
马里亚诺·莫雷诺纪念碑

马里亚诺·莫雷诺纪念碑位于马里亚诺·莫雷诺广场，1910年10月1日揭幕。这座雕像是由米格尔·布莱·法布雷加斯（1866年至1936年）创作。
马里亚诺·莫雷诺（1778年至1811年）是一位律师，记者，政治家，五月革命中的关键人物，导致阿根廷宣布从西班牙独立。在第一次议会上，莫雷诺取代了西班牙总督。他镇压了科尔多瓦省起义，并组织解放秘鲁的远征。
莫雷诺创办了阿根廷第一份报纸《布宜诺斯艾利斯消息报》。1809年，他出版了Representación de los hacendados y labradores一书，总结他的重农主义经济学思想。

### 五月金字塔

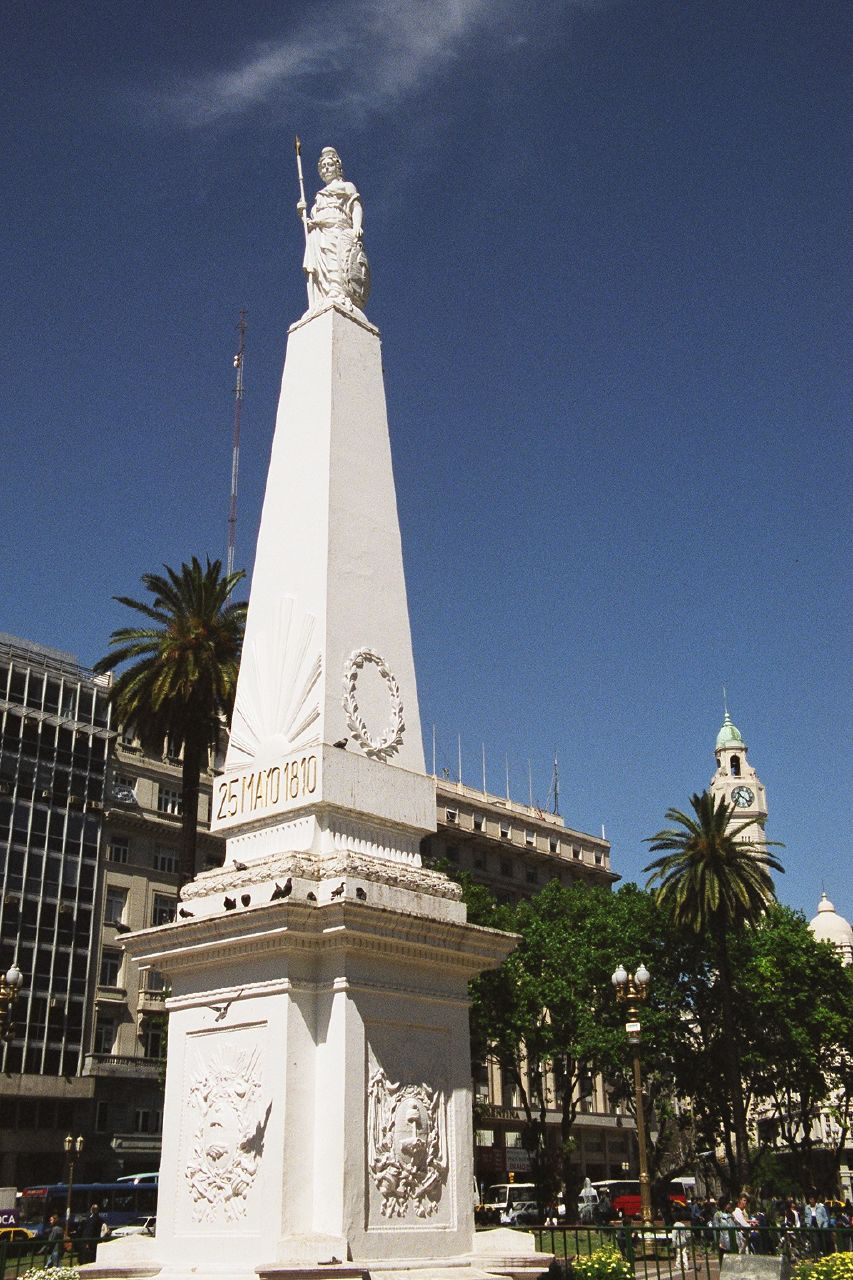
五月金字塔

五月金字塔（Pirámide de Mayo）位于五月广场的中心，是布宜诺斯艾利斯最古老的国家纪念碑，于1811年为庆祝五月革命一周年而建，总高18.76米。顶部的人像代表自由，是法国雕塑家约瑟夫·杜布尔迪厄（Joseph Dubourdieu）的作品。

### 巴托洛梅·米特雷纪念碑

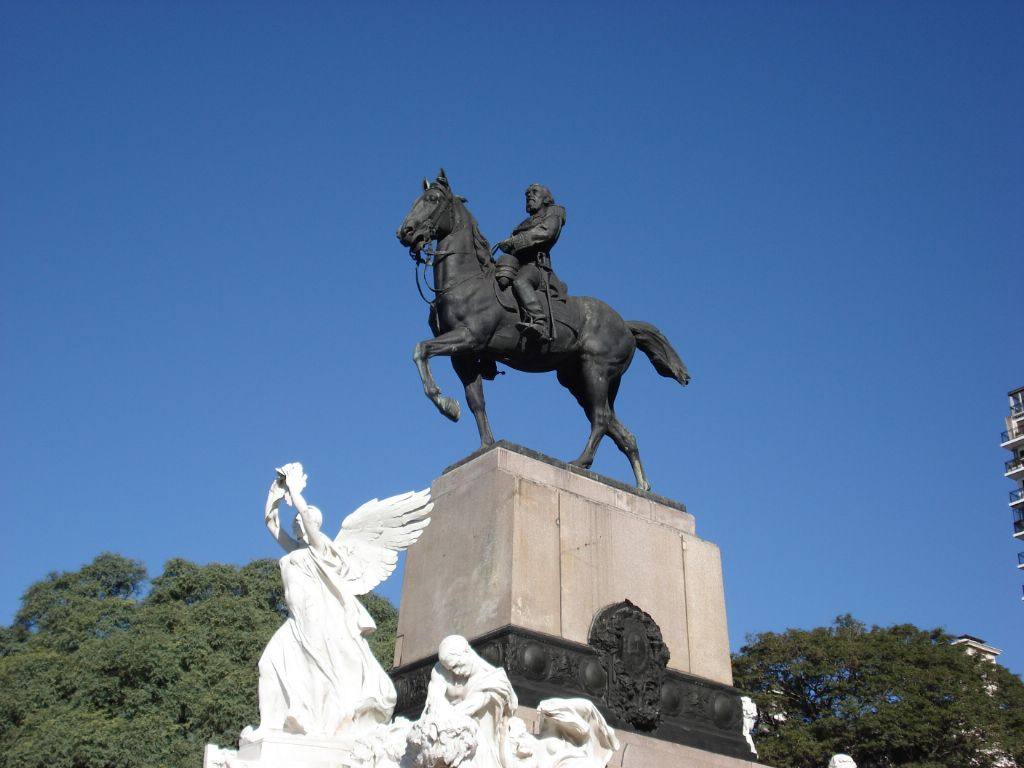
巴托洛梅·米特雷纪念碑

巴托洛梅·米特雷纪念碑位于米特雷广场，由意大利雕塑家路易斯·卡兰德拉（Luis Calandra），大卫和鲁维诺创作。这是一个气势宏伟的白色卡拉拉大理石作品，从高处俯视着广场。
巴托洛梅·米特雷（1821年至1906年）是一位政治家，军事人物和作家。他是阿根廷总统（1862—1868）。作为一个自由主义者，他反对胡安·曼努埃尔·德·罗萨斯，被迫流亡国外，在乌拉圭、玻利维亚、秘鲁和智利担任一名军人和记者。罗萨斯失败后，米特雷回到阿根廷。他领导布宜诺斯艾利斯对联邦制度的反抗，在省政府担任重要职务。
米特雷还是南美洲的主要报纸之一 La Nación 的创始人。他写诗歌和小说（索莱达：原著小说 （页面存档备份，存于）），还将但丁的《神曲》翻译为西班牙文。

### 女人桥

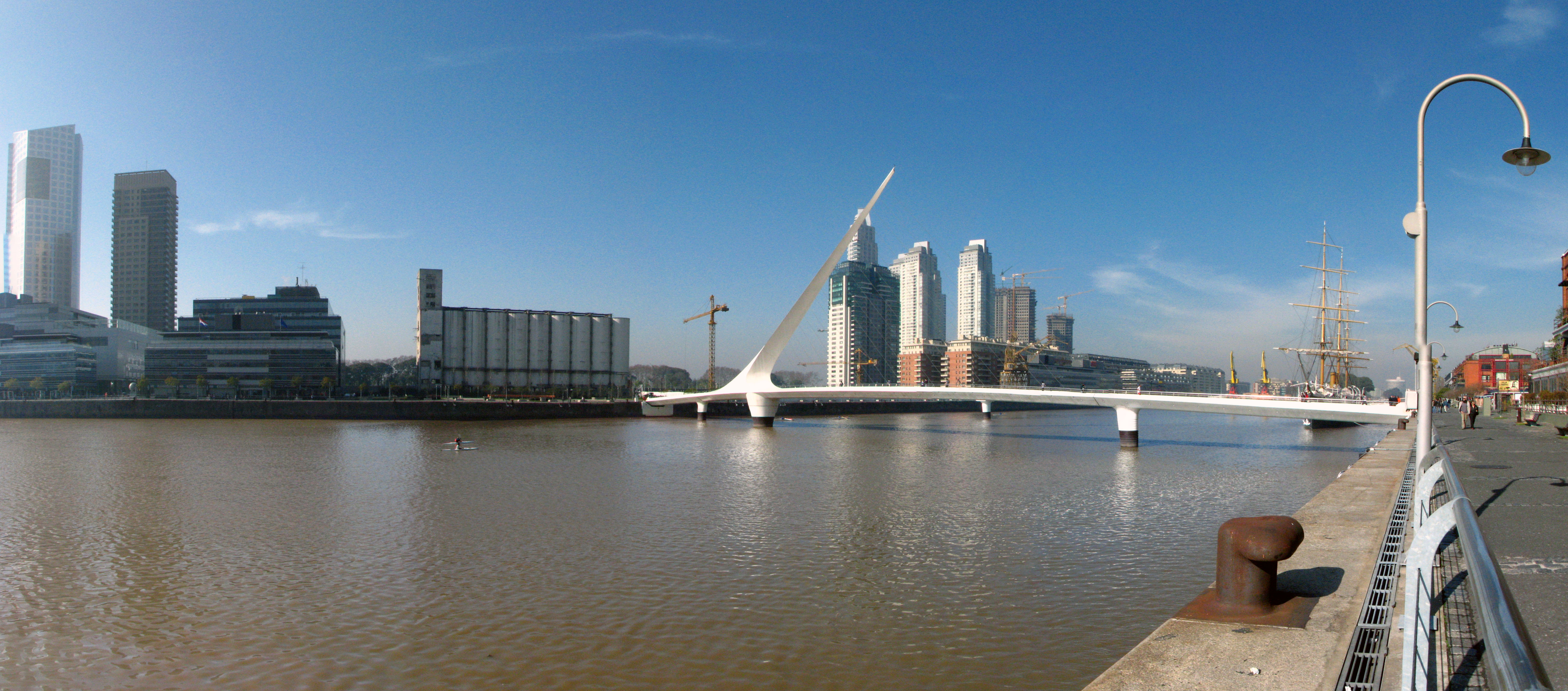
女人桥

女人桥（Puente de la Mujer），位于波多马德罗区，是一座步行桥，在2001年揭幕。它是由巴伦西亚建筑师和工程师聖地牙哥·卡拉特拉瓦设计。这座桥长160米，宽6米，有一个39米的金属桅杆。当有船需要通过时，这座桥会摆动到一边。这座桥在西班牙建造，然后分装运往布宜诺斯艾利斯。在艺术上，作者表示这个作品代表一对跳探戈舞的夫妇，白色桅杆代表男人，曲线轮廓代表女人。

### 涅瑞伊得斯喷泉

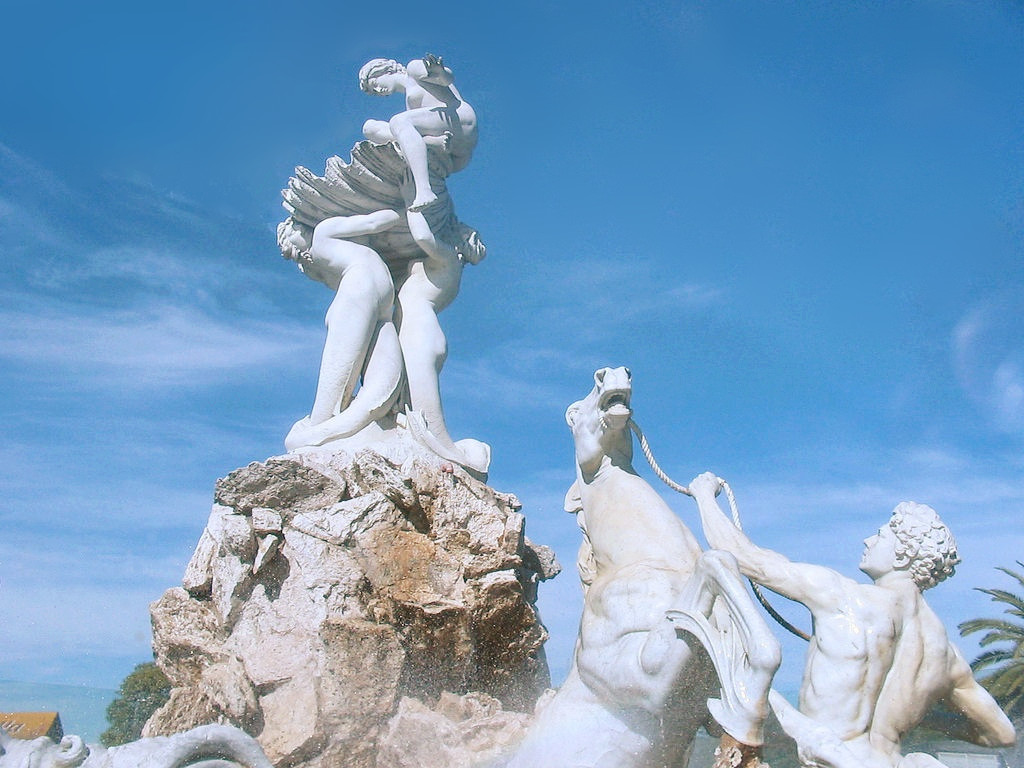
涅瑞伊得斯喷泉

涅瑞伊得斯喷泉，由蘿拉·莫拉（1866年至1936年）创作于1903年。这个感性和色情的雕塑在市议会遇到难题，被迫移动过许多地点。
蘿拉·莫拉是一个在艺术领域叛逆而前卫的女子。在20多岁，她开始画肖像，但很快改为从事雕刻大理石和花岗岩。她在故乡学习艺术，然后去罗马，在那里创作了她最伟大的艺术作品，其中的一些是应阿根廷政府的要求而作。在1900年，她负责为图库曼历史博物馆（1816年发表阿根廷独立宣言的地点）创作两幅浮雕。

### 布宜诺斯艾利斯方尖碑

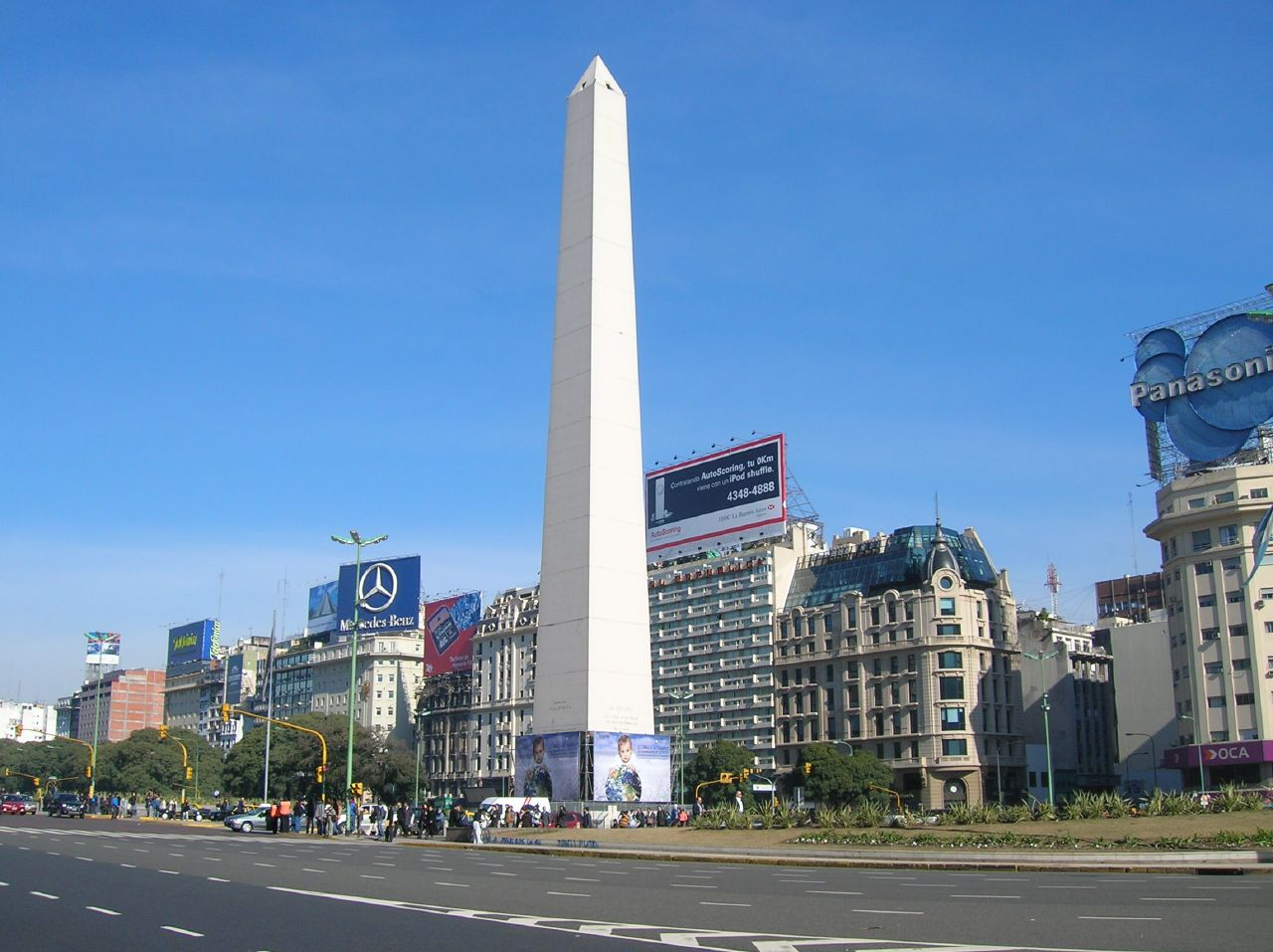
布宜诺斯艾利斯方尖碑

布宜诺斯艾利斯方尖碑（西班牙語：Obelisco de Buenos Aires）位于布宜诺斯艾利斯的心脏，是该市的标志性景观。
布宜诺斯艾利斯方尖碑建于1936年5月，为纪念该市建立400周年而建。它位于共和国广场的中心，七月九日大道和科连特斯大道的交汇处，是阿根廷国旗在布宜诺斯艾利斯第一次升起的地点。它的总高度为67米，基地面积为49平方米。它是由建筑师阿尔贝托·普雷维什设计，建筑仅仅用了四周时间。
布宜诺斯艾利斯方尖碑是举办各种文化活动和其他活动的场地。传统上，球迷来此庆祝他们喜欢的球队获胜，特别是在阿根廷国家足球队获胜时，丰富多彩的活动，引来媒体报道。

### 吉列尔莫·罗森纪念碑
吉列尔莫·罗森纪念碑是由海克特·罗查创作的另一件青铜雕塑。大理石基座上有代表理性和科学的人物。
在右侧罗马装束的刚健人物象征辩才，而左边坐着的人物代表知识。前面的铭文是Laus - Virtus - 1821-1890。
吉列尔莫·罗森（1821年至1890年）是一位医生，和19世纪阿根廷最有影响力的政治家之一。1853年，他因为反对事实上的圣胡安总督納薩里奧·貝納維德斯（Nazario Benavidez）被判处入狱，次年他成为巴拉那国会议员，从1862年他在巴托洛梅·米特雷政府中担任内政部长。
作为内政部长，1862年他结识了洛夫·瓊斯-路易斯·瓊斯，他们前往巴塔哥尼亚调查是否有适合的地点建立威尔士人居留地。罗森与他们达成了协议，因此在次年建立了丘布特河谷居留地。丘布特省省会罗森就是以他命名。

### 胡利奥·阿根蒂诺·罗卡纪念碑
胡利奥·阿根蒂诺·罗卡纪念碑在1941年10月19号揭幕，位于胡利奥·阿根蒂诺·罗卡大道和秘鲁街交汇处的里卡多坦圖里小广场。它有一个大理石基座，有两个气宇轩昂的人物，祖国和工作，一个花岗岩基座，上面是一尊黄铜骑马雕像，是乌拉圭雕塑家何塞·索里拉（José Zorrilla）的作品。虽然有围墙，但最近纪念碑已被涂鸦污损。
胡利奥·阿根蒂诺·罗卡（1843-1914）是一位陆军将军，在1880年至1886年，以及从1898年至1904年，曾两度担任阿根廷总统。在军队期间，他要求采取无情的措施，来制服或摧毁彭巴草原的印第安人，由于这些成就，导致他第一次当选总统。

### 胡安·曼努埃尔·德·罗萨斯纪念碑
在巴勒莫区，有从1829年至1852年阿根廷的统治者胡安·曼努埃尔·德·罗萨斯（1793年至1877年）的纪念碑，被高高的围墙所包围。
罗萨斯是拉丁美洲第一个考迪略主义獨裁統治者，统一了阿根廷，建立了一个有效率的政府，并促进了经济。他的统治充满暴力，杀死他的对手和任何不支持他的人。他在1852年被推翻，流亡英国，在那里度过余生。

### 圣马丁将军纪念碑

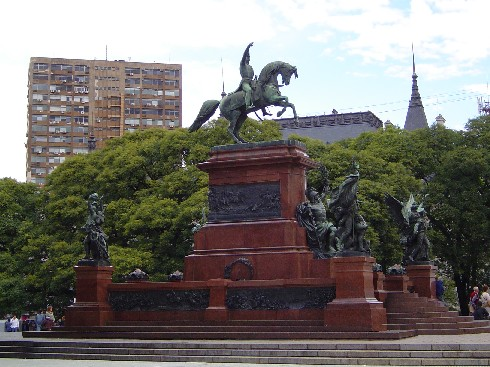
圣马丁将军

阿根廷民族英雄何塞·德·圣马丁将军（1878至50年）是南美洲南部独立运动的头号领袖，他的纪念碑位于圣马丁广场，由路易·約瑟夫·道馬斯创作于1862年。

## 官方建筑

### 卡比尔多

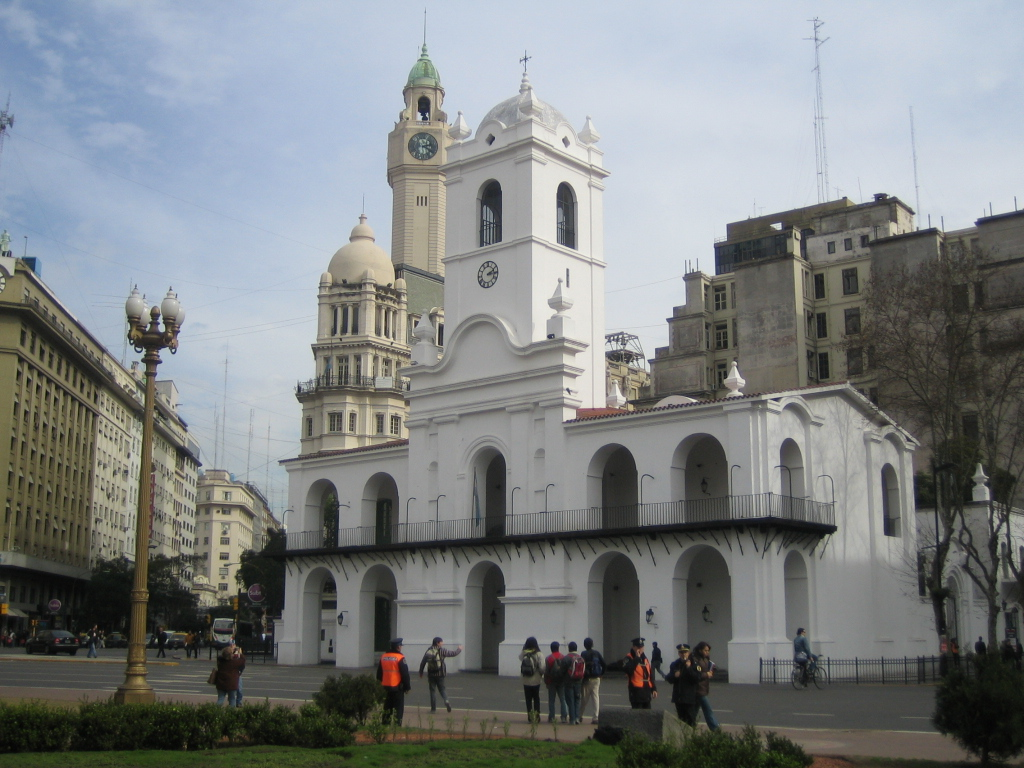
布宜诺斯艾利斯卡比尔多

在殖民地时期，卡比尔多大楼是拉普拉塔总督辖区的总督府。原建筑完成于1610年，但很快就认为太小，必须扩建。多年来它发生了许多变化。1940年，马里奥·布斯基亚佐（Mario Buschiazzo）利用各种原始档案，恢复了这座建筑的殖民地特色。
目前，卡比尔多开设卡比尔多和五月革命国立博物馆（Museo Nacional del Cabildo y la Revolución de Mayo），展出18世纪的绘画，手工艺品，服装和珠宝。

### 玫瑰宫

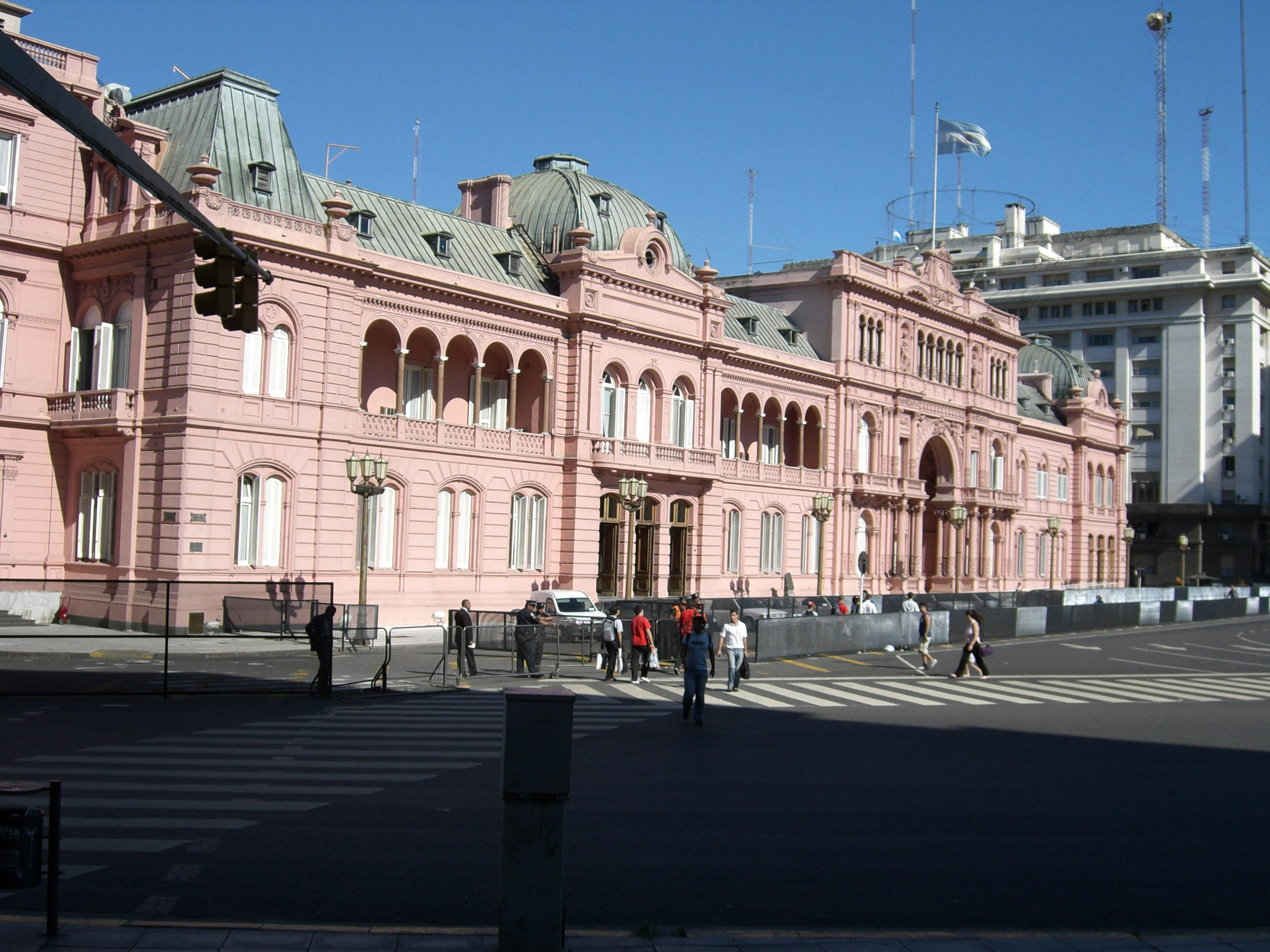
玫瑰宫

玫瑰宫（西班牙語：Casa Rosada）是阿根廷政府行政部门的正式驻地，位于五月广场的东端，这是一个巨大的广场，自1580年布宜诺斯艾利斯建城时，周边就环绕着许多该市和阿根廷最重要的政治机构。该地点原先位于拉普拉塔河河畔，是奥地利的胡安·巴尔萨塔城堡所在地，由布宜诺斯艾利斯的创建者胡安·德·加雷于1594年下令建造。1713年改建为砖石结构，加筑炮台，使该地成为殖民政府的行政指挥中心。
独立后，总统贝纳迪诺·里瓦达维亚于1825年在入口处修建了一个新古典主义的门廊，1857年，胡斯托·何塞·德·乌尔基萨总统下令拆毁炮台，以便修建新的海关大楼，由阿根廷英裔建筑师爱德华·泰勒指导。从1859年到1890年代，这座意大利风格的建筑是布宜诺斯艾利斯最大的建筑物。

### 主教座堂

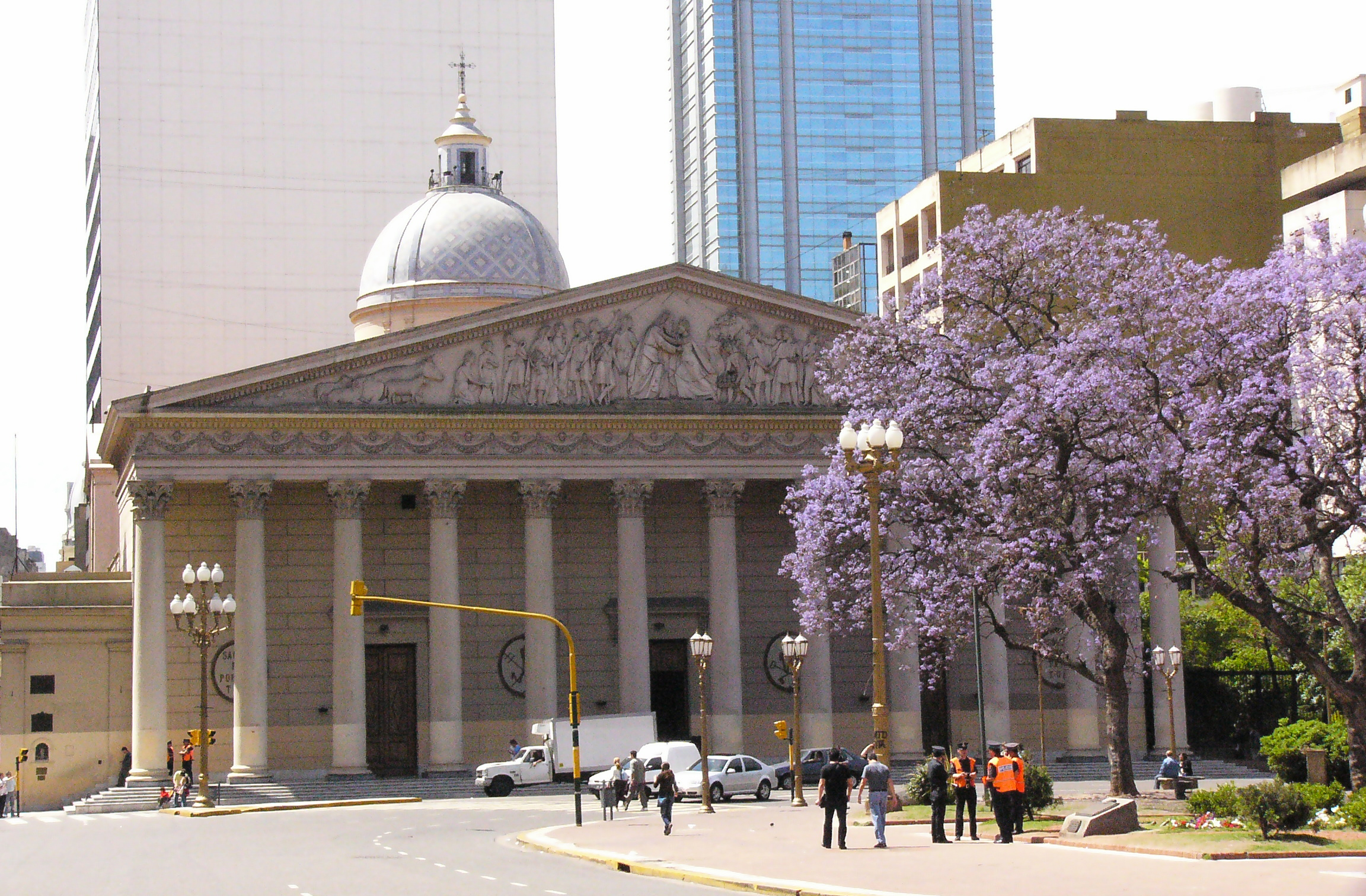
布宜诺斯艾利斯主教座堂的立面

布宜诺斯艾利斯主教座堂（西班牙語：Catedral Metropolitana de Buenos Aires）是天主教布宜诺斯艾利斯总教区的中心，位于布宜诺斯艾利斯市中心的五月广场，圣马丁街和里瓦达维亚街转角。
布宜诺斯艾利斯主教座堂在16世纪初建时颇为简陋，因此后来曾多次重建。目前的建筑是多种建筑风格的混合，有18世纪的中央走道和圆顶，以及19世纪的新古典主义立面，没有钟楼。内部保留了18世纪珍贵的雕塑和祭台装饰，以及丰富的新文艺复兴和新巴洛克装饰。

### 费尔南德斯·布兰科西班牙艺术博物馆
费尔南德斯·布兰科西班牙艺术博物馆（Museo de Arte Hispano Fernández Blanco）位于雷蒂罗区一座建于1920年代的新殖民主义风格建筑内，建筑师马丁·诺尔。1936年，布宜诺斯艾利斯市议会购买了这座房屋，及其艺术收藏品，一年后作为殖民地艺术博物馆开放。1943年，伊萨克·费尔南德斯·布兰科将其收藏品捐献给博物馆，该博物馆于1947年改为今天的名称。
费尔南德斯·布兰科的遗产被认为是最重要的拉丁美洲艺术品之一，包括来自秘鲁和拉普拉塔河的银器；秘鲁和库斯科绘画；耶稣会和基多肖像，巴西家具和装饰艺术。

### 阿根廷国民议会宫

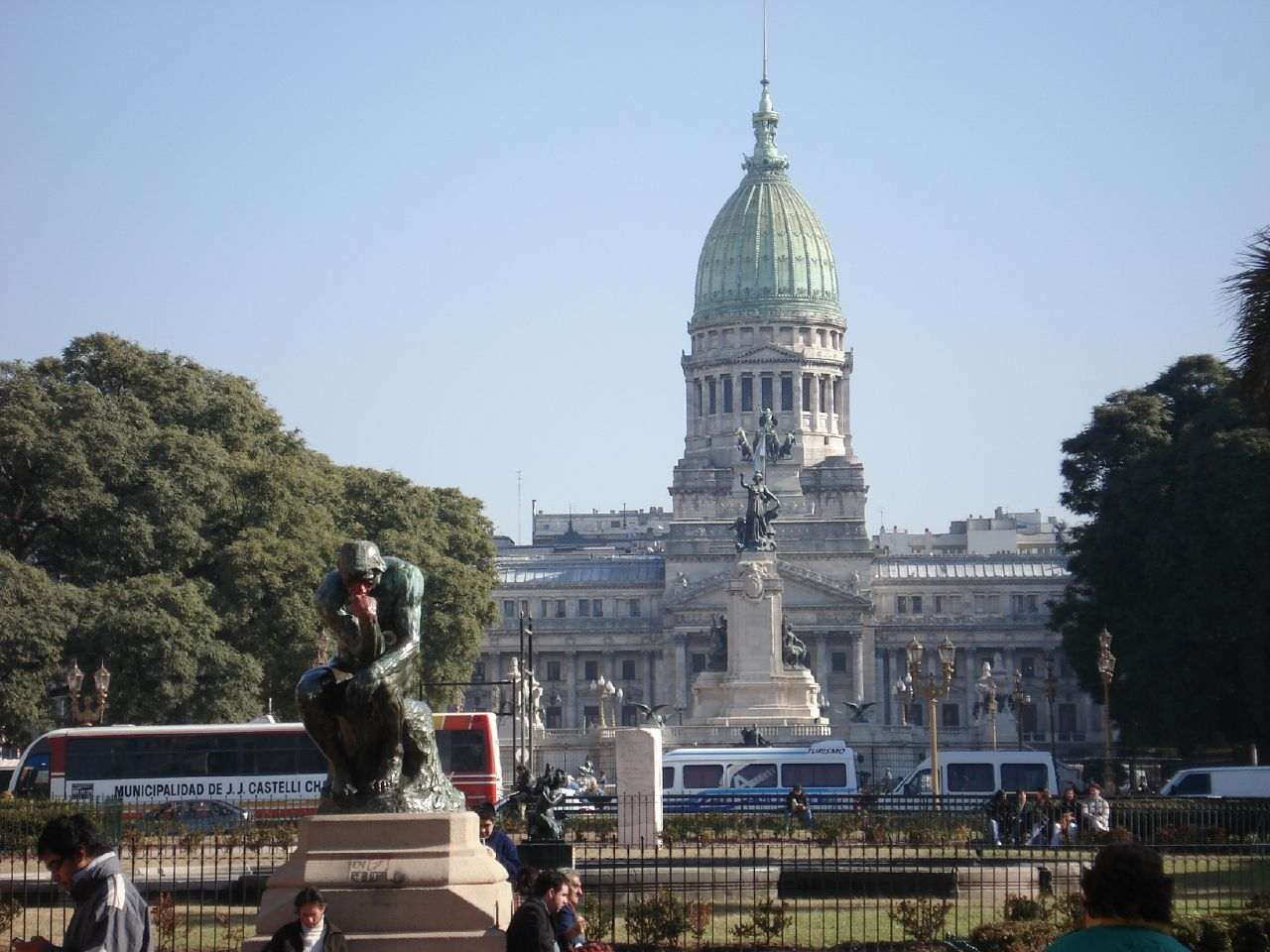
阿根廷国民议会宫

阿根廷国民议会宫（西班牙語：Palacio del Congreso de la Nación Argentina）大厦是阿根廷政府立法机构的驻地。它位于五月大道尽头，另一端是玫瑰宫。这座建筑由意大利建筑师维托里奥·梅诺（Vittorio Meano）设计，兴建于1898年到1906年，稍后由胡里奥·多马尔（Julio Dormal）完成。随着时间的推移，发现这座建筑规模太小，在1974年修建附楼，作为议员办公室。
国民议会大厦的前方，是国会广场和另外两个广场，面积合计达3公顷，这里受到游客以及示威者的青睐。

### 阿根廷国家图书馆

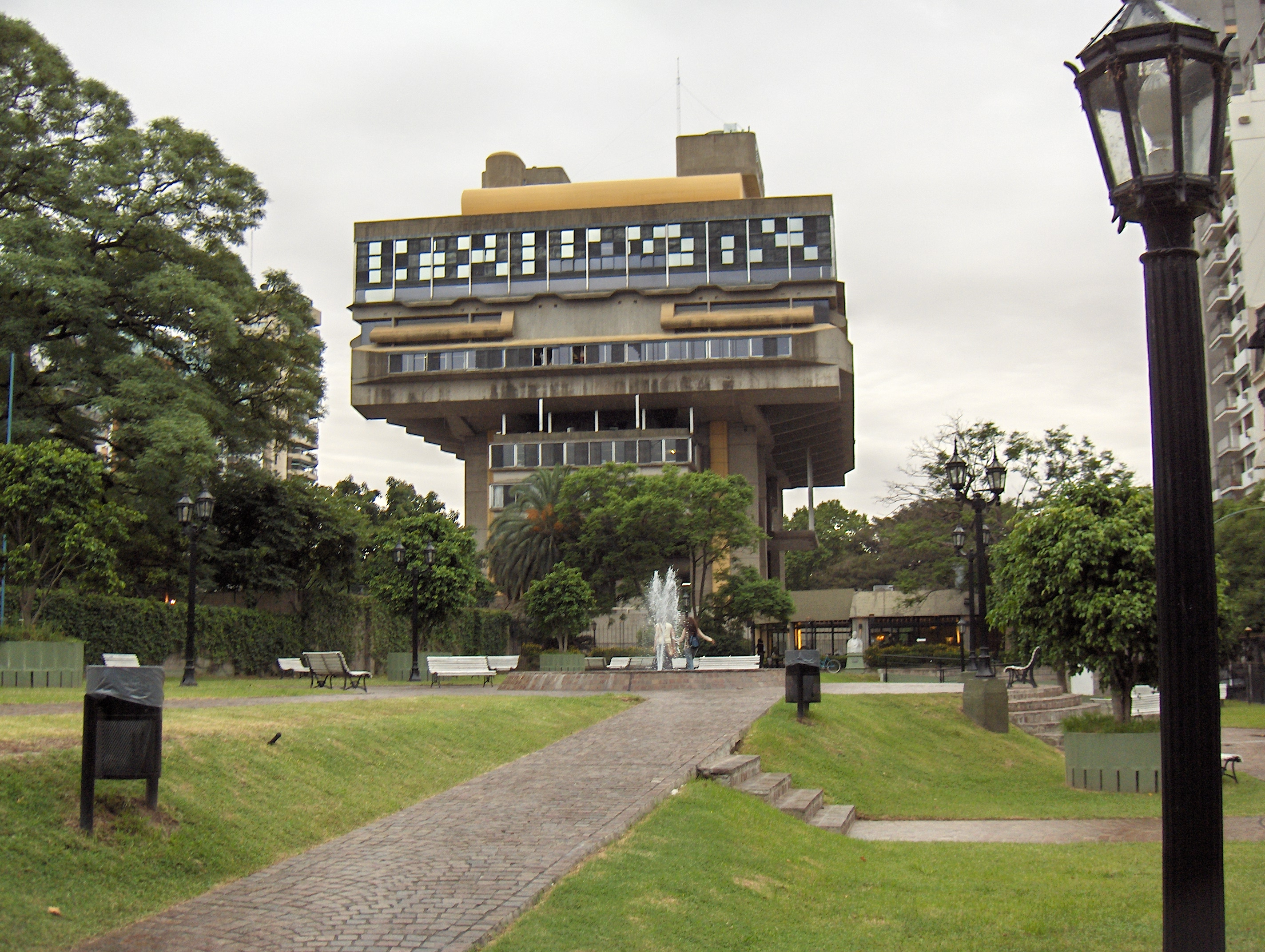
阿根廷国家图书馆，1961年由克洛林多·特斯塔、Francisco Bullrich 和 Alicia Cazzaniga设计

阿根廷国家图书馆（西班牙語：Biblioteca Nacional de la República Argentina）是阿根廷最大的图书馆，也是美洲最重要的图书馆之一。它位于雷科莱塔。
最初名为布宜诺斯艾利斯公共图书馆，根据五月革命第一届政府的法令，成立于1810年9月，1884年成为全国唯一的国家图书馆，并正式更名为阿根廷国家图书馆。它的第一个总部，位于莫雷诺街和秘鲁街转角，属于耶稣会的一座18世纪建筑内。

### 圣马丁宫
圣马丁宫（西班牙語：Palacio San Martín）位于布宜诺斯艾利斯中心的圣马丁广场。这里从前是安乔雷纳宫，1936年，阿根廷政府得到这座建筑，改为外交部总部。目前作为该部的礼仪司。
这座宫殿拥有许多20世纪阿根廷和美洲艺术家的作品，例如安东尼奥·贝尔尼、巴勃罗·库拉特拉·马内斯、利诺·埃尼亚·斯皮林伯格和罗貝托·马塔。

## 其他建筑

### 钓鱼俱乐部

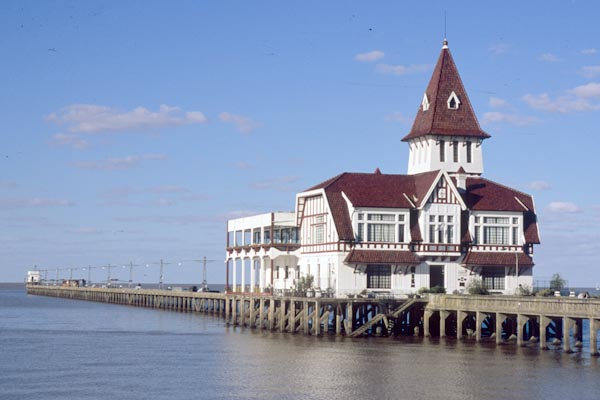
钓鱼俱乐部

钓鱼俱乐部（Club de Pescadores）坐落在拉普拉塔河岸边的科斯塔內拉（Costanera）北大道。
在1926年，计划兴建一座码头，上面的建筑用作举办社会活动的俱乐部。1928年计划获得总统批准，1930年码头建成。码头上的建筑今天仍然存在，是由何塞·夸蒂诺（José N. Quartino）设计，1937年1月16日正式开放，阿根廷总统阿古斯丁·佩德罗·胡斯托到场。
2001年，该建筑被宣布为国家历史古迹，成为布宜诺斯艾利斯市的地标。

### 莫利诺咖啡馆

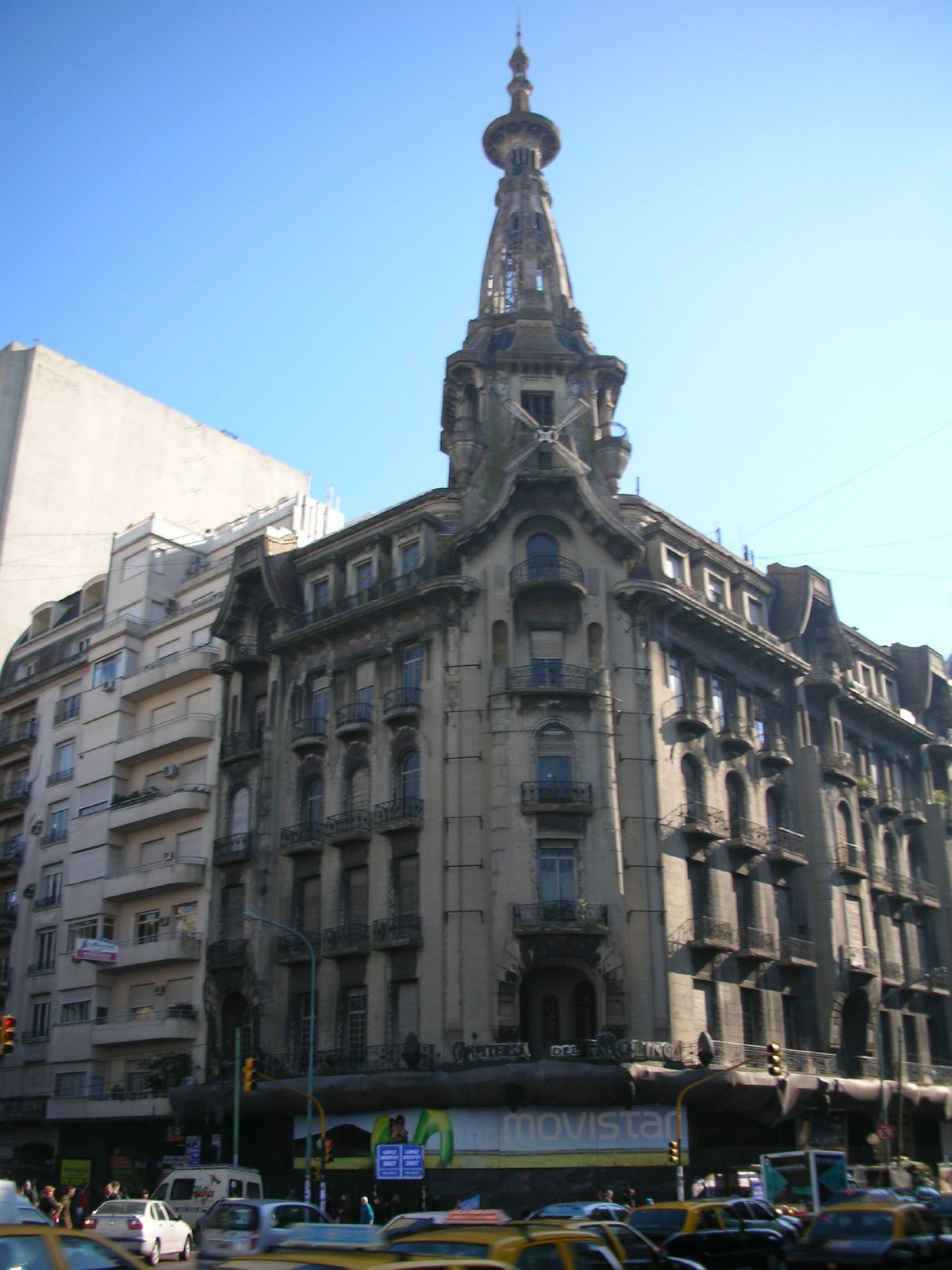
莫利诺咖啡馆

莫利诺咖啡馆（Confitería El Molino）是一个新艺术运动风格的咖啡馆，位于卡亚俄大道和里瓦达维亚大道转角，阿根廷国民议会宫前方。
1915年，一位著名的糕点师卡耶塔诺·布伦纳，委托意大利建筑师弗朗西斯科·賈诺蒂（Francisco Gianotti）设计这座建筑，将在一楼开设咖啡馆。1917年建筑完成，是该市最高的建筑之一，有一个角塔，内部用电灯彩色玻璃窗和风车帆照明。莫利诺咖啡馆和格梅斯画廊（Galería Güemes）是贾诺蒂最伟大的两件作品，也是布宜诺斯艾利斯新艺术运动风格建筑最重要的代表。多年来，莫利诺咖啡馆是富人和名人喜爱的聚会场所。咖啡厅于1997年2月23日关闭，因为需要修复，现在很少开放。
1997年，莫利诺咖啡馆被列为国家历史古迹。

### 太平洋拱廊

太平洋拱廊的壁画

太平洋拱廊是一个购物商场，坐落在佛罗里达街与科尔多瓦大道交界处，由建筑师埃米利奥·阿格雷尔（Emilio Agrelo）和罗兰·勒瓦赫（Roland Le Vacher）设计于1889年。当时开设“阿根廷的乐蓬马歇”商店，模仿巴黎的乐蓬马歇百货公司。
1945年，建筑师何塞·阿斯兰和赫克托·埃兹库拉改建该建筑，将办公室与建筑物的其余部分隔开，兴建一个大型的中央穹顶，装饰有12幅壁画。
在荒废多年后，该建筑在1990年重新开放，名为太平洋拱廊（Galerías Pacífico）。穹顶上又增加了四幅壁画。除了开设商场外，这座建筑内还设有博尔赫斯文化中心和胡里奥·波卡舞蹈工作室。

### 卡瓦纳大厦

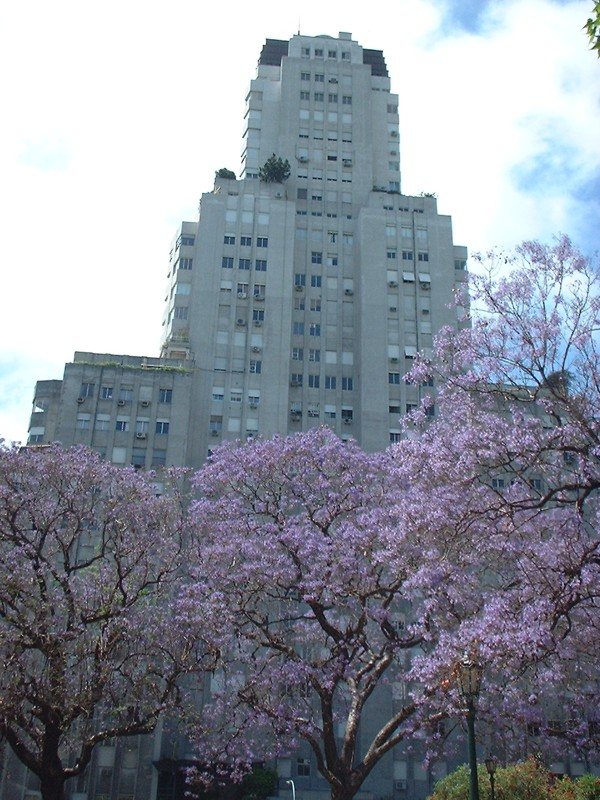
卡瓦纳大厦与圣马丁广场的藍花楹

卡瓦纳大厦（西班牙語：Edificio Kavanagh）位于雷蒂罗区的佛罗里达街1065号，俯瞰圣马丁广场。它建于20世纪30年代，理性主义风格，由建筑师格雷戈里奥·桑切斯、埃内斯托·拉各斯和路易斯·玛丽亚·德·拉·托雷设计，1936年完成。该建筑的特征是收缩的线条、很少外部装饰以及巨大的棱柱形体量。1999年被列为国家历史古迹, 是布宜诺斯艾利斯令人印象最深刻的建筑杰作之一。它高达120米，至今仍然影响着该市现代的天际线。1939年它获得美国建筑师学会奖。

### 巴罗洛宫

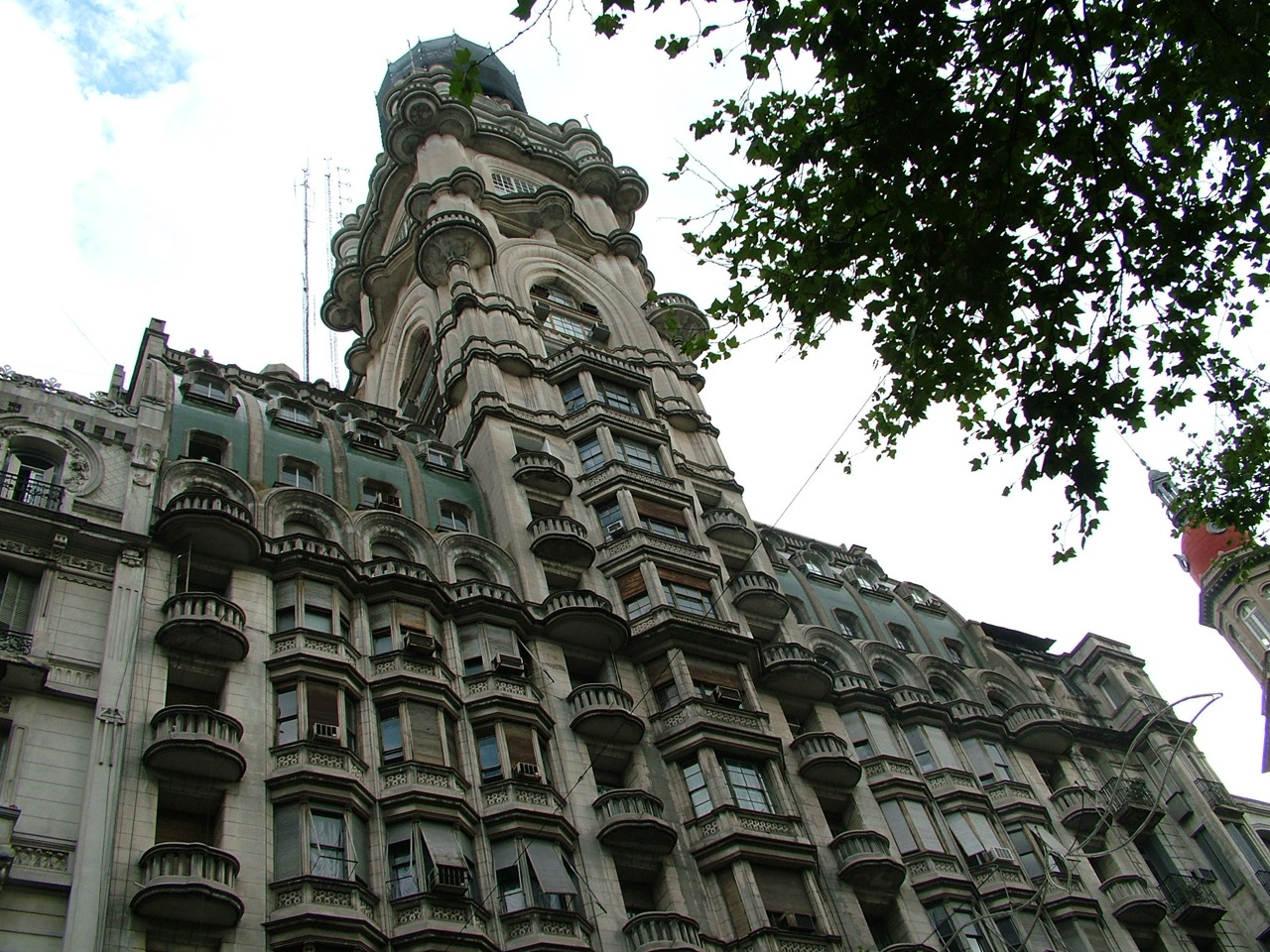
巴罗洛宫

巴罗洛宫（Palacio Barolo）是一座22层办公楼，位于五月大道1370号。意大利建筑马里奥·帕兰蒂（Mario Palanti）受雇主路易斯·巴罗洛之托，设计这座建筑，巴罗洛是一位意大利移民，于1890年抵达阿根廷，经营针织面料致富。其设计为折衷主义风格，与乌拉圭蒙得维的亚的萨尔沃宫同时设计。巴罗洛宫是按照但丁的神曲设计，因为建筑师相当钦佩但丁。
当它在1923年完成时，不仅是该市，而且是整个南美洲最高的建筑。直到1935年，卡瓦纳大厦接手全市最高建筑物的称号。在楼顶的灯塔，可以看到乌拉圭蒙得维的亚所有的道路。

### 哥伦布剧院
哥伦布剧院（Teatro Colón）开业于1908年，是世界上主要的歌剧院之一。
目前的马蹄形剧院，兴建20年之久，于1908年开业。有2487个座位（略多于伦敦科文特花园的皇家歌劇院），舞台宽20米，高15米，深20米。它被认为是世界上音响效果最佳的五个歌剧院之一。
该剧院位于市中心，四周分别是极宽的七月九日大道（技术上是塞里托街）、自由街（正门）、托斯卡尼尼街和图库曼街。这个地点曾经是布宜诺斯艾利斯西部铁路的公园广场车站。